# Jelenia Góra
Jelenia Góra (pronunție în poloneză [jɛˈlɛɲa ˈɡura] ⓘ; în germană Hirschberg im Riesengebirge; exonim: Muntele Cerbului; în sileziană Jelyniŏ Gōra) este un municipiu și un oraș istoric din sud-vestul Poloniei, în regiunea istorică Silezia Inferioară. Jelenia Góra este situat în Voievodatul Silezia Inferioară, aproape de lanțul montan Krkonoše care se întinde de-a lungul frontierei polono-cehe - stațiunile de schi Karpacz și Szklarska Poręba sunt situate la 10 și respectiv 15 km de oraș. Jelenia Góra este o gmina (comună) urbană separată, precum și sediul județului Jelenia Góra. În 2018, populația din Jelenia Góra a fost de 79.480 de persoane. Zona, inclusiv cel mai vechi cartier balnear din Cieplice Śląskie-Zdrój, reprezintă unul dintre cele mai apreciate locuri de agrement din Polonia.
Istoria orașului începe din secolul al X-lea, dar așezării i s-a acordat drept de cetate în 1288 în timpul stăpânirii poloneze. Jelenia Góra a fost fondat pe importante rute comerciale care au legat Sfântul Imperiu Roman și Boemia de Europa de Est. Regiunea a înflorit ca urmare a privilegiilor comerciale care au devenit baza pentru înființarea industriilor de țesut și minerit în perioada Evului Mediu târziu și în perioadele renascentiste timpuri. Jelenia Góra a asistat la numeroase conflicte istorice, cum ar fi Războiul de Treizeci de Ani și războaiele din Silezia. În timpul celui de-al doilea război mondial, orașul a fost salvat în mod miraculos de la distrugere.
Suburbia centrală Jelenia Góra conține numeroase structuri istorice și arhitecturale de mare semnificație, inclusiv primăria din secolul al XVII-lea, biserici baroce și o piață centrală refăcută, precum și parcuri și grădini. Numele orașului se traduce în Muntele Cerbului (din poloneză, dar și numele original german), a fost numit astfel din cauza poziției sale geografice și topografice. Parcul Național Karkonoski din apropiere, vizitat anual de peste 1,5 milioane de turiști, își are sediul în Jelenia Góra.

## Toponimie
Numele orașului, așa cum este menționat în surse istorice, pare a fi consecvent: numele german este Hirschberg, dar scris diferit de-a lungul secolelor (Hyrzberc în 1281, Hyrspergk în 1305 și 1355 Hirssbergk, Hirsberg în 1521). După încorporarea ținutului în Polonia, în 1945, orașul a primit numele de Jelenia Góra. În secolele al XVI-lea și al XVII-lea, cuvinte latine apar în diferite documente, de exemplu, Mons Cervi, Cervimontia, Monscervinus, Cervigera. Numele polonez Jelenia Góra împreună cu Hyrszberg este menționat în cartea Krótki rys jeografii Szląska dla nauki początkowej publicată în Głogówek în 1847 de scriitorul Józef Lompa.

## Istorie

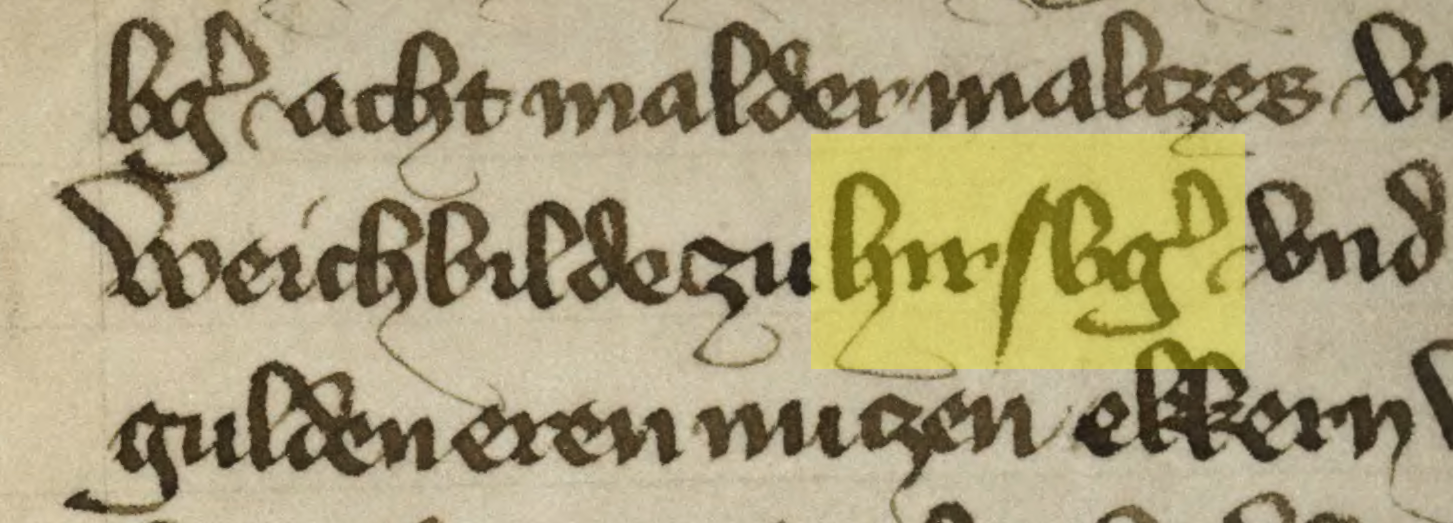
Prima mențiune documentată a orașului Jelenia Góra - Hirsb(er)g, 1384

Originea orașului datează oficial de la legendara fondare a așezării de către prințul polonez Boleslav al III-lea Gură Strâmbă în 1108 și în 2008 a sărbătorit 900 de ani. Jelenia Gora este menționat, de asemenea, ca fiind folosit ca bază de Boleslav al III-lea pentru campaniile sale împotriva cehilor din 1110.

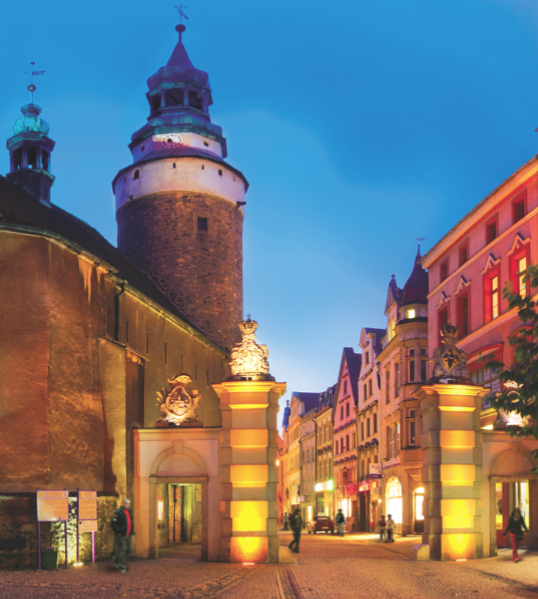
Capela Sf. Ana și Poarta Wojanowska, parte a complexului medieval de apărare

În 1281 așezarea a primit drepturi de cetate de la ducele polonez Boleslav al II-lea Cornul în timpul relocării germanilor în est (Ostsiedlung). În 1281 așezarea a fost menționată pentru prima dată sub numele Hyrzberc, iar în 1288 în latină ca Hyrsbergensium. În 1345 a fost înființat un consiliu orășenesc. În 1348 un cutremur a răvășit orașul, iar ducele Bolko al II-lea cel Mic i-a acordat noi privilegii. Când dinastia Piast din Silezia a pierdut succesiunea și Agnes de Habsburg, ultima ducesă de Świdnica-Jawor a murit în 1392, orașul a trecut sub controlul Boemiei, care era condusă de Casa de Luxemburg. În 1426 și 1427 orașul a fost invadat de husiți. Din 1469 până în 1490 a făcut parte din Regatul Ungariei și apoi a făcut parte din Boemia, care era condusă de dinastia Jagiellonilor. În 1502 regele Vladislau al II-lea a extins autonomia orașului, iar în 1519 regele Ludovic al II-lea a acordat dreptul de a organiza un târg anual.
Orașul a fost moștenit de Monarhia Habsburgică (Austria) în 1526, la doi ani după ce orașul a adoptat credința protestantă. O școală protestantă a fost construită în 1566. În 1560, un incendiu a distrus părți mari ale orașului, ceea ce a oprit dezvoltarea economică, care până atunci s-a bazat pe țesutul de lenjerii. Orașul și-a revenit atunci când Joachim Girnth, un cizmar care s-a întors din Olanda, a introdus țesutul voalului. Primele „voaluri ușoare” au fost oferite în 1625, iar cinci ani mai târziu orașul a primit un privilegiu imperial de la Ferdinand al II-lea pentru aceste văluri.

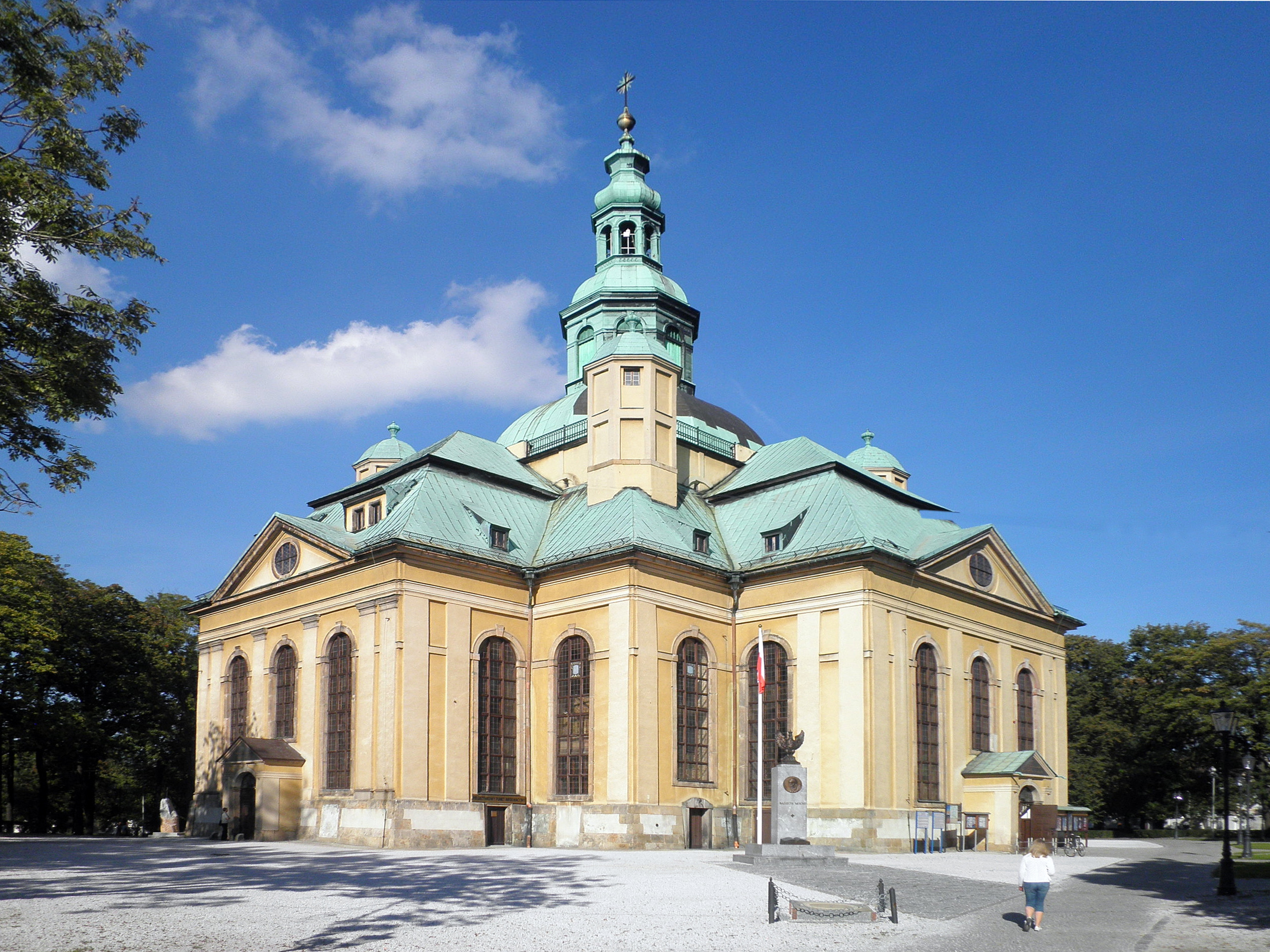
Biserica Sfânta Cruce, secolul al XVIII-lea

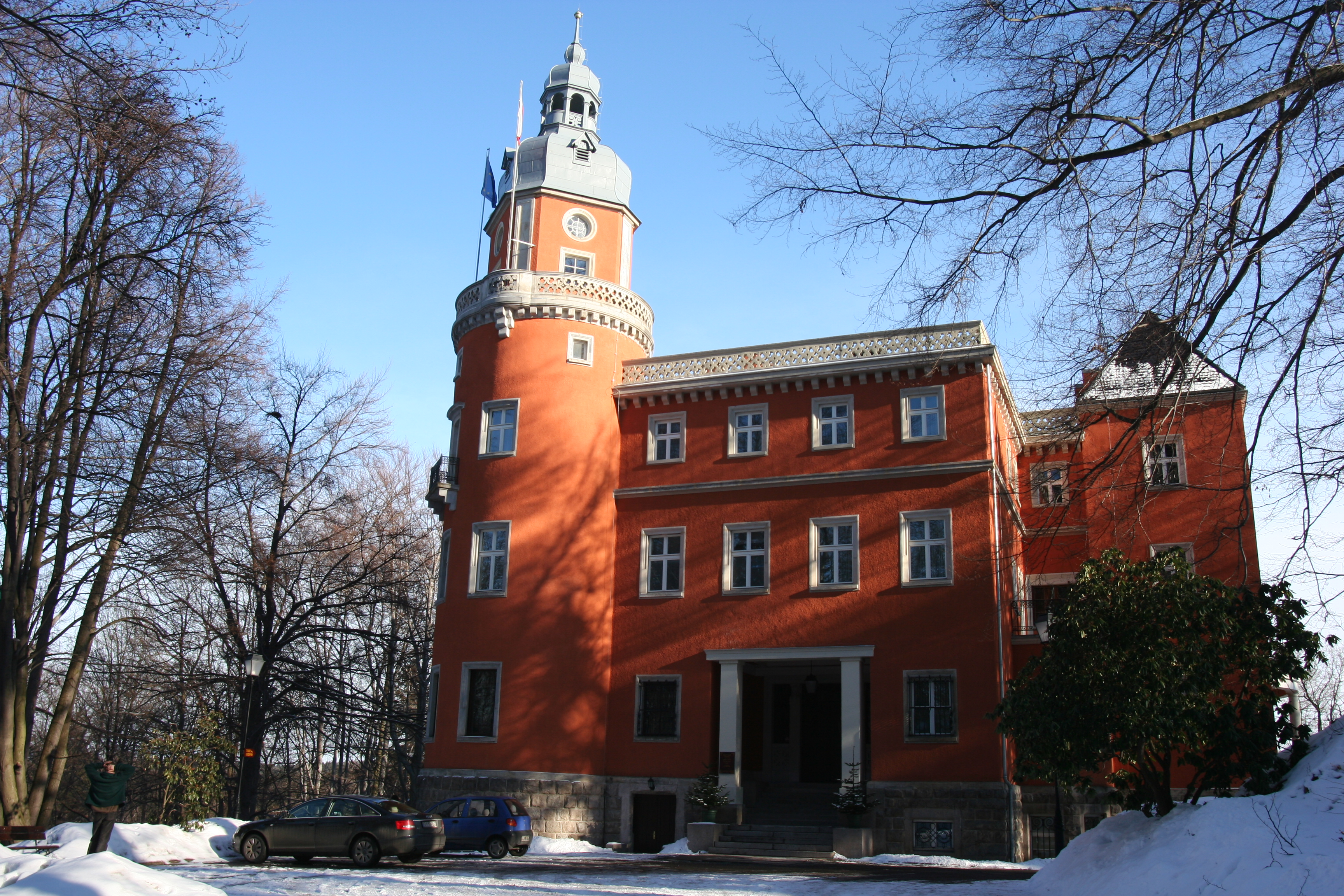
Palatul Paulinum, acum hotel

În timpul Războiului de Treizeci de Ani, orașul a suferit grav. Hirschberg a fost asediat de trupele ambelor părți, a plătit contribuții mari și, în timpul unui asediu din 1634, orașul a ars din nou. Au urmat încă două asedii în 1640 și 1641. Orașul a avut nevoie de câțiva ani pentru a-și reveni. S-a creat o societate comercială, din 1658, care a asigurat poziția orașului Hirschberg ca cel mai important centru de comerț cu lenjerie și voaluri din munții Sileziei în secolele al XVII-lea și al XVIII-lea.
Protestanții din oraș au suferit în timpul contrareformei, dar al doilea tratat de la Altranstädt, care a permis înființarea unui centru comunitar protestant și a unei biserici în afara zidurilor orașului medieval, a calmat atmosfera din oraș. Cu sacrificii din partea societății comerciale, mai ales ale lui Christian Menzel, membru al societății, s-a construit o biserică mare, după modelul Bisericii Ecaterina din Stockholm. Cimitirul bisericii a fost locul de înmormântare preferat al majorității familiilor de negustori.
Hirschberg a fost anexat împreună cu toată Silezia Inferioară de Regatul Prusiei în timpul războaielor din Silezia. Orașul a fost din nou parțial distrus, a trebuit să plătească contribuții și a fost asediat de mai multe ori. Detașamentul din Austria și noua frontieră din munți spre sud au afectat grav economia, deoarece comercianții au pierdut o mare parte din clienții lor. Cu toate că Prusia a depus eforturi substanțiale pentru a-i reface economia, orașul nu s-a recuperat niciodată complet și, în cele din urmă, și-au pierdut poziția în timpul revoluției industriale.
În 1800, John Quincy Adams, ambasador la Berlin în acea vreme și viitor președinte al Statelor Unite ale Americii, a vizitat Hirschbergul și a spus: „Nimic nu poate fi mai frumos decât locul unde se află Hirschberg, un oraș frumos construit, cu numeroase clădiri splendide, într-o vale înconjurată de dealuri din toate părțile, cu priveliștea magnifică a Munților Uriași (Munții Karkonosze/Riesengebirge)".

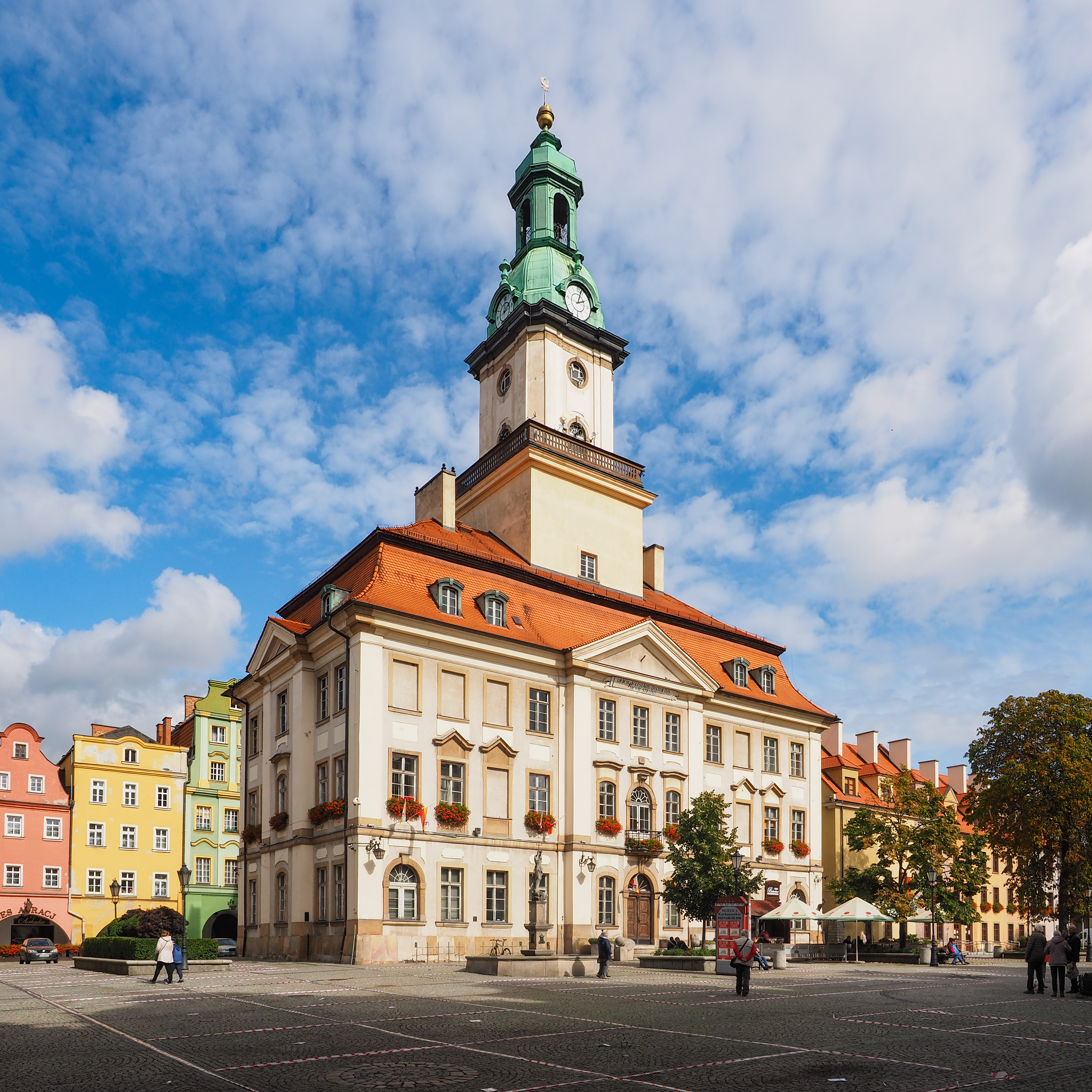
Primăria, construită între 1744 și 1749, se află în piața principală

În 1871 orașul a devenit parte a Imperiului German (după unificarea Germaniei de către Regatul Prusiei), ca unul dintre cele mai mari orașe din provincia Silezia. În 1889, Deutsche Riesengebirgsverein (Clubul German al Munților Uriași), o organizație pentru protejarea mediului Munților Uriași (Krkonoše) și pentru promovarea turismului, a fost fondată de Theodor Donat și alți 47 de demnitari din regiune.
După Primul Război Mondial, în 1919, orașul a devenit parte a provinciei prusace Silezia Inferioară; iar în 1922 a devenit un oraș separat. În timpul perioadei naziste a regimului lui Adolf Hitler, s-a construit la Hirschberg un lagăr de concentrare mai mic care era parte a lagărului de concentrare Gross-Rosen (acum Rogoźnica). La 1 septembrie 1939, ziua invaziei germane a Poloniei și a izbucnirii celui de-al doilea război mondial, Luftwaffe a folosit aeroportul din Hirschberg pentru a efectua raiduri aeriene asupra Poloniei. În aprilie 1940, primul transport de 2.000 de polonezi deportați din Sosnowiec, Będzin și Olkusz pentru muncă forțată a sosit în oraș. În oraș, germanii au organizat 19 lagăre de muncă în care au închis în principal polonezi, cehi, francezi și belgieni, dar și luxemburghezi, ruși, ucraineni, greci, estoni, inclusiv femei. De asemenea, s-au construit patru lagăre pentru prizonieri: două pentru soldați francezi, unul pentru evrei din țări diferite și unul pentru sovietici. Prizonierii de război francezi au organizat o mișcare de rezistență secretă și au cooperat cu polonezii din alte lagăre. Între 1943 și 1944 a existat un aflux semnificativ de germani din orașele germane bombardate, iar în 1944, după zdrobirea revoltei de la Varșovia, polonezii deportați din Varșovia au fost închiși temporar acolo. Când Armata Roșie a intrat în oraș, din cauza afluxului de oameni din ultimii ani de război, se aflau 160.000 de oameni în oraș.
În timpul celui de-al doilea război mondial, regiunea a fost ferită de lupte, deoarece trupele sovietice au ajuns în Silezia Inferioară doar în luna mai 1945. Orașul a fost predat autorităților poloneze. Locuitorii germani au afirmat că sunt protejați de autoritățile poloneze de represalii din partea comandamentului sovietic. În regiunea Hirschberg, armata poloneză a început să expulzeze germanii din oraș și din satele din jur la mijlocul lunii iunie 1945 spre vest de linia Oder-Neisse, care se afla la 70 km spre vest. S-a afirmat că autoritățile sovietice au oprit adesea expulzările și au arestat soldații polonezi care executau expulzarea.
Conform deciziilor Conferinței de la Potsdam, orașul a ajuns sub administrația poloneză și a devenit oficial cunoscut sub numele său polonez de Jelenia Góra, care a fost înregistrat pentru prima dată în 1882 și este o traducere literală a numelui german „Hirschberg”. Toți locuitorii germani rămași au fost expulzați spre vest și au sosit în zonă noi coloniști polonezi. În anii 1950 s-au stabilit în zonă și greci, refugiați ai războiului civil grec. Chiar dacă orașul nu a fost distrus în al doilea război mondial, starea clădirilor și a infrastructurii sale s-a deteriorat în următorul deceniu. Noile autorități poloneze au demontat locuințele dărăpănate din jurul orașului vechi până în 1965 și au distrus cimitirul fostei biserici protestante germane. De atunci clădirile din jurul pieței au fost reconstruite ca să aibă formele istorice mai simple din secolul al XVIII-lea. Orașul a fost extins prin încorporarea localităților înconjurătoare, inclusiv a orașului balnear Cieplice Śląskie-Zdrój (în germană Bad Warmbrunn) în 1976, acum un district al orașului Jelenia Góra.

## Politică
Membrii Parlamentului (Seimul Poloniei) aleși din circumscripția electorală Jelenia Gora-Legnica la alegerile parlamentare poloneze din 2011 au fost (printre alții): Grzegorz Schetyna PO, Ewa Drozd PO, Norbert Wojnerowski PO, Zofia Czernow PO, Robert Kropiwnicki PO, Adam Lipiński PIS, Elżbieta Witek PIS, Marzena Machałek PIS, Wojciech Zubowski PIS, Ryszard Zbrzyzny SLD, Małgorzata Sekuła-Szmajdzińska SLD, Henryk Kmiecik RP.

## Geografie
Orașul este situat în partea de nord a Văii Jelenia Góra. Dinspre vest, orașul este înconjurat de munți și de poalele Munților Izera, în nord se află Munții Kaczawskie, spre est Munții Rudawy Janowickie și spre sud Munții Karkonosze. Centrul este situat la aproximativ 1 km est de locul în care se unesc două râuri, Bóbr (râul Castor) și Kamienna (râul Piatra).

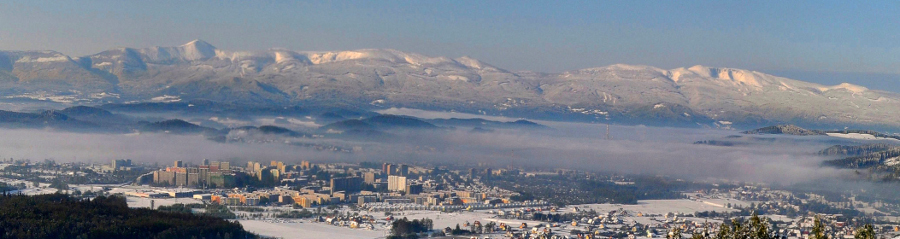
Panoramă a orașului Jelenia Gora, vedere de pe Muntele Szybowcowa (Schieferberg)

## Populație

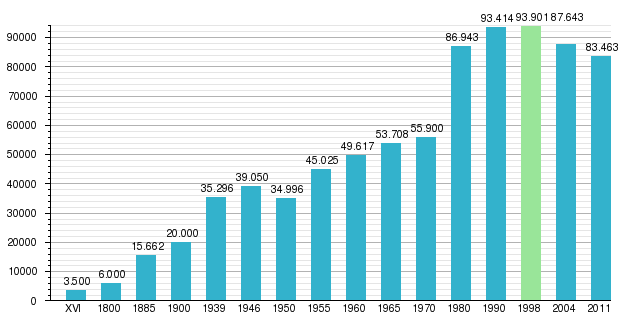
Populația din Jelenia Góra.

Primele documente scrise de la mijlocul secolului al XVI-lea menționează o populație de aproximativ 3,5 mii de locuitori. La sfârșitul secolului al XVIII-lea și începutul secolului al XIX-lea, populația era de aproximativ șase mii de oameni, pentru a crește până la aproximativ 20 de mii la începutul secolului al XX-lea. Populația din Hirschberg / Jelenia Gora în 1939 a crescut la peste 35 de mii de oameni și după cel de-al doilea război mondial, orașul a avut o populație de 39 de mii de locuitori, din care peste 35 de mii erau germani. În perioada 1945–1947, populația germană a fost în mare parte expulzată din Jelenia Gora. După crearea (voievodatului) provinciei Jelenia Góra în 1975 și a încorporării localităților înconjurătoare, inclusiv Cieplice Śląskie-Zdrój, populația a crescut la 80 de mii. În anii următori, populația orașului a crescut, dar în principal ca urmare a încorporării altor sate din apropiere. Populația a crescut la 93,570 de locuitori până în 1996, dar după reforma administrativă din 1998 și stabilirea Sileziei Inferioare ca voievodat, populația din Jelenia Gora este în continuă scădere. În decembrie 2004 erau doar 87.643 de locuitori, iar până în iunie 2010 a scăzut la 84.306 de persoane.

## Turn radio
În 1957, în Jelenia Góra, a fost inaugurată o stație de difuzare a radioului cu unde medii pe strada Sudecka nr. 55. Până în 1967, a folosit un turn de lemn înalt de 47 de metri, care este posibil să fi fost singurul turn de radio din lemn construit în Polonia după 1945. În 1967 a fost înlocuit cu un turn de oțel înalt de 72 de metri. De la oprirea emițătorului cu unde medii în 1994, acesta a fost folosit pentru difuzarea canalelor FM.

## Cultură
Jelenia Góra are o gamă largă de instituții culturale, inclusiv teatre, o sală de concerte și birouri de expoziții de cinema și artă. Au loc festivaluri ca de exemplu Festivalul Internațional de Film „Zoom Zbliżenia”, Festivalul Internațional de Teatru de Stradă și Festivalul Internațional de Muzică de Orgă „Silesia Sonans”.
Festivalul European de Muzică de Orgă „Silesia Sonans” are loc anual toamna. Alte evenimente culturale și de divertisment includ concerte, spectacole de artă, expoziții, târguri și evenimente destinate copiilor și familiilor. Festivalul „Silesia Sonans” este deosebit de remarcabil. Artiști polonezi și străini remarcabili se adună pentru a cânta piese ale unor compozitori celebri în interiorul Bisericii Garnizoanei.
Teatrul Cyprian Norwid a fost inaugurat încă din 1904. Clădirea a fost proiectată în stil Art Nouveau cu trăsături tipice pentru edificiile de teatru din secolul al XIX-lea. Teatrul rămâne activ până în prezent, cu noi spectacole puse în scenă în mod regulat. Aceeași clădire are un restaurant „OldPub” cu muzică live.
Muzeul în aer liber al armamentului armatei poloneze - cel mai mare muzeu în aer liber de acest tip din Silezia Inferioară. Se află într-o fostă unitate militară. Din 2005 se organizează  o expoziție în aer liber, care prezintă echipamentele radar din întreaga Polonie.
Filarmonica Silezia Inferioară din Jelenia Góra⁠(d) este sala de concerte a Filarmonicii Silezia Inferioară care găzduiește mulți artiști celebri, iar simfoniștii din Jelenia Góra susțin concerte în Polonia și în străinătate, participă la festivaluri internaționale.
Teatrul de animație Zdrojowy a fost construit între 1833 și 1836 în stil neoclasic, poate găzdui până la 270 de spectatori. Fondat de familia Schaffgotsch, este unul dintre cele trei teatre de păpuși din Silezia Inferioară. 
Muzeul de Istorie Naturală este situat în Parcul Norweski din Cieplice. A fost construit în 1909. Include cea mai mare expoziție de păsări din Polonia.
Centrul Cultural Jelenia Góra colaborează cu numeroase evenimente în oraș (Liga Rock-ului, evenimente caritabile organizate de Marea orchestră a carității de Crăciun etc.)
Muzeul Karkonosze - Muzeul colectează exponate legate de istorie, etnografie, meșteșuguri și artă regională. Exponatele deosebit de interesante includ cea mai mare colecție de sticlă artistică din Polonia, colecții ample de pictură pe sticlă din secolele al XVIII-lea și al XIX-lea, etc.
Festivalul Luminii Karkonosze - În timpul Festivalului Luminii, orașul se transformă datorită iluminărilor colorate, proiectate profesional. Scopul proiectului este de a prezenta cele mai moderne tehnologii și produse utilizate pentru iluminarea orașelor, menținând în același timp grija pentru mediu.
ZOOM - Festivalul Internațional de Film ZBLIŻENIA este un festival care promovează filme independente. Formatul competiției este deschis, oricine poate participa.
Târgul de antichități și curiozități pentru câteva zile din septembrie reînvie rădăcinile comerciale Jelenia Góra. Târgul local este unul dintre cele mai mari din Polonia, la care participă colecționari din toată Europa. La târg, se poate cumpăra mobilier vechi și articole practice, colecții numismatice, cărți, bibelouri și multe alte lucruri.
Festivalul internațional de teatru de stradă - În august, Piața orașului Jelenia Góra se transformă pentru o scurtă perioadă într-o scenă pentru grupurile artistice invitate. Actorii nu sunt limitați de spațiul închis al clădirii teatrului, iar peisajul unic și amploarea pieselor oferă fiori de neuitat.

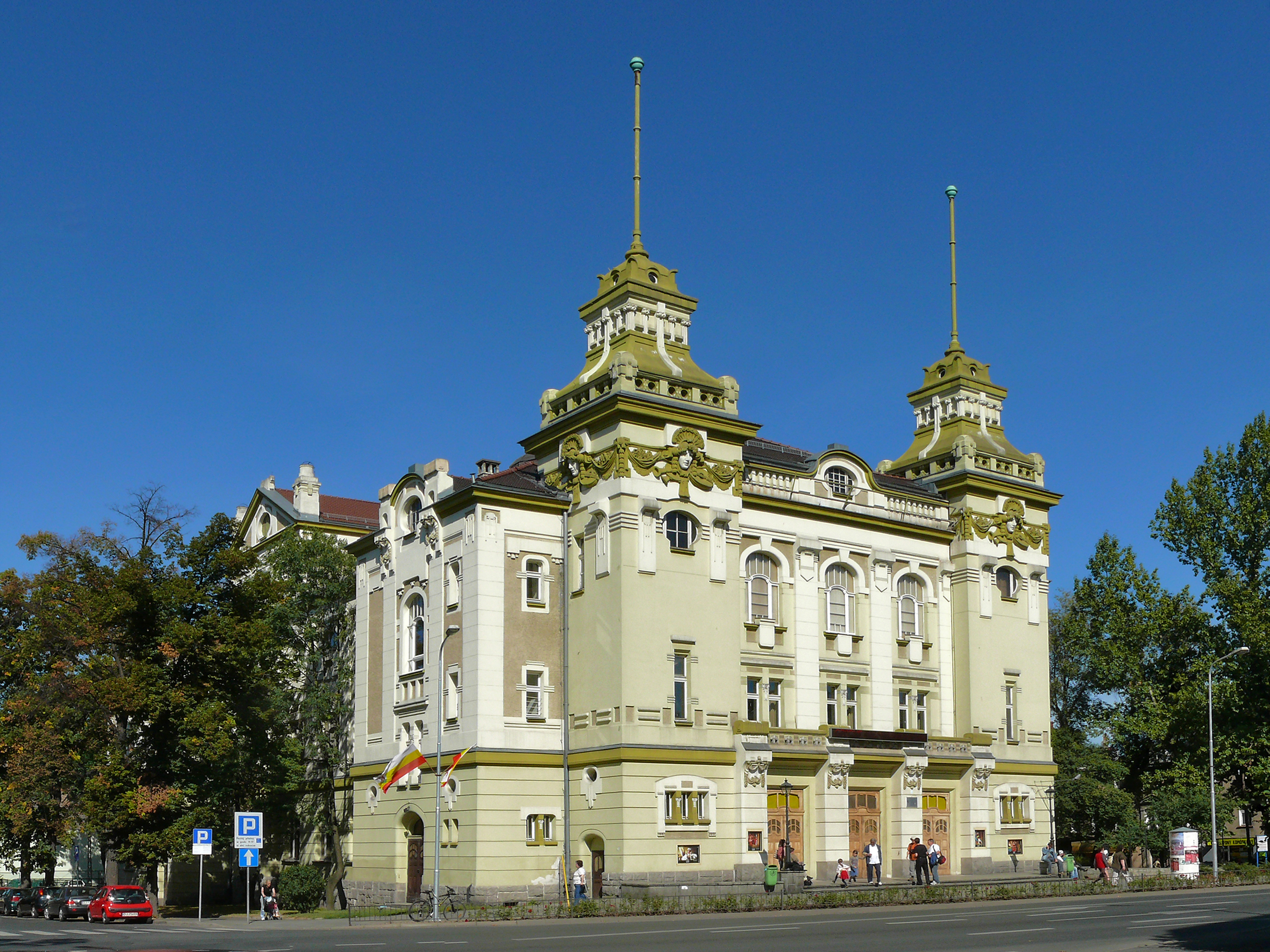
Teatrul Cyprian Norwid
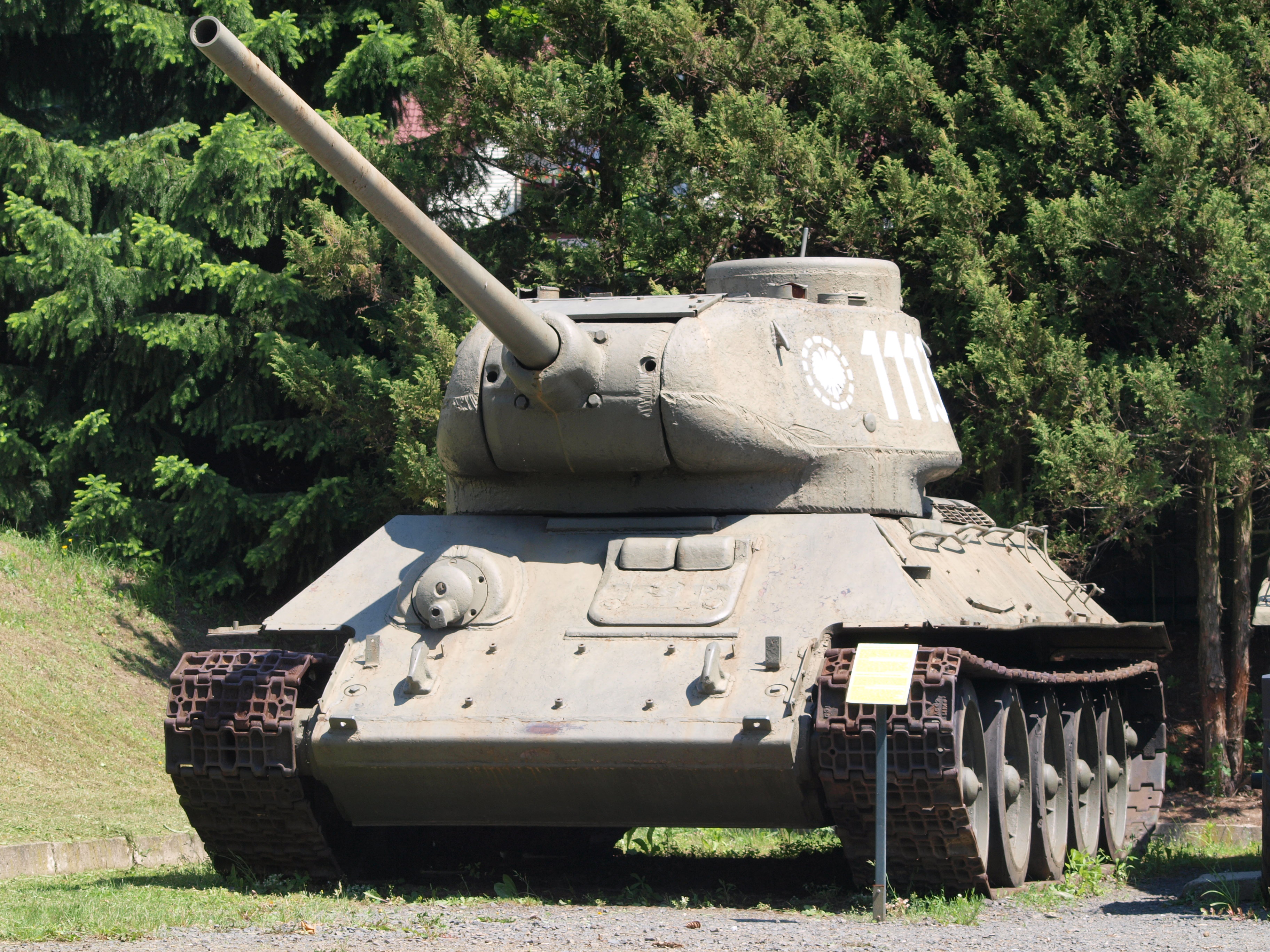
Tanc T-34 la expoziția în aer liber a armamentului forțelor armate poloneze
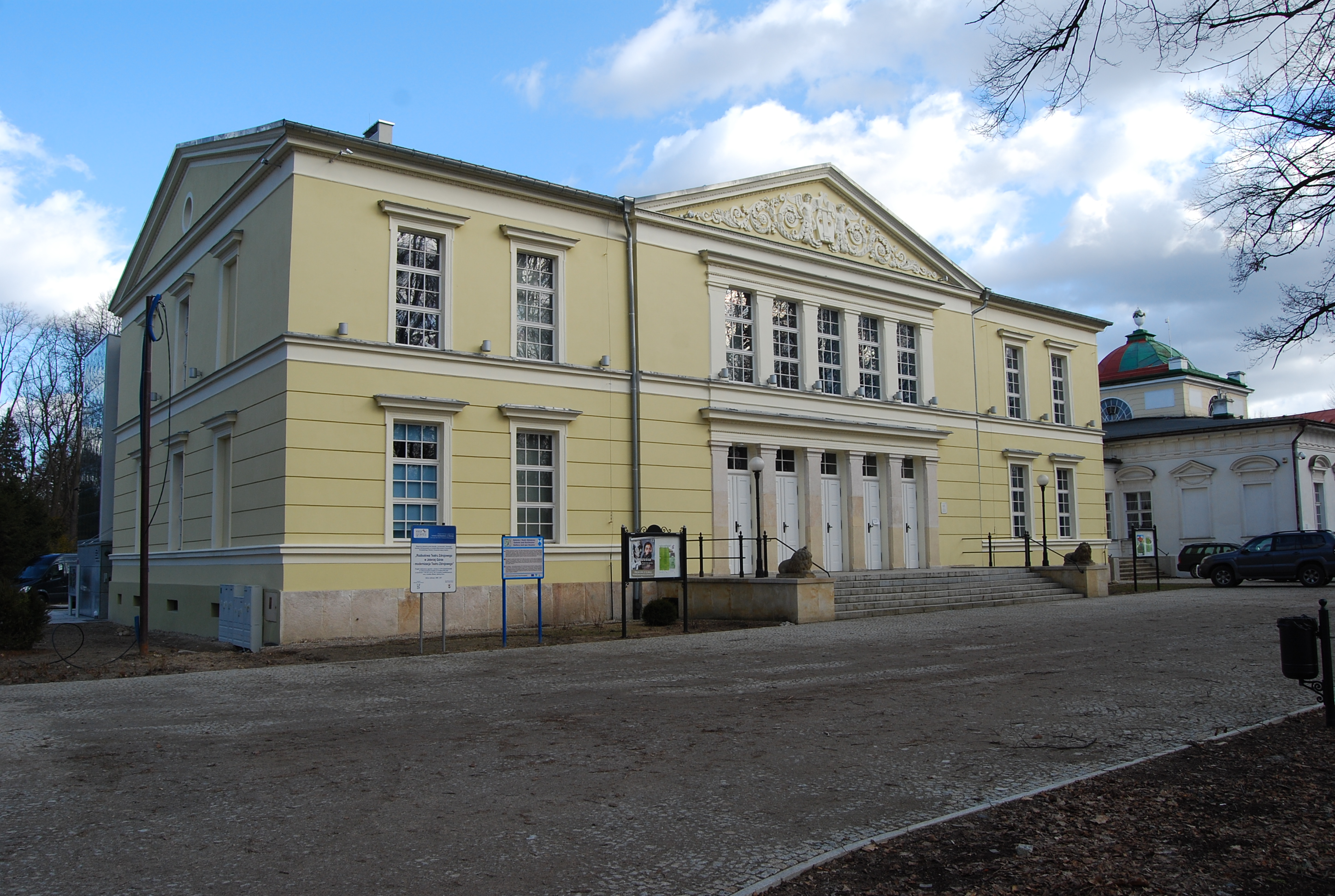
Teatrul de animație Zdrojowy
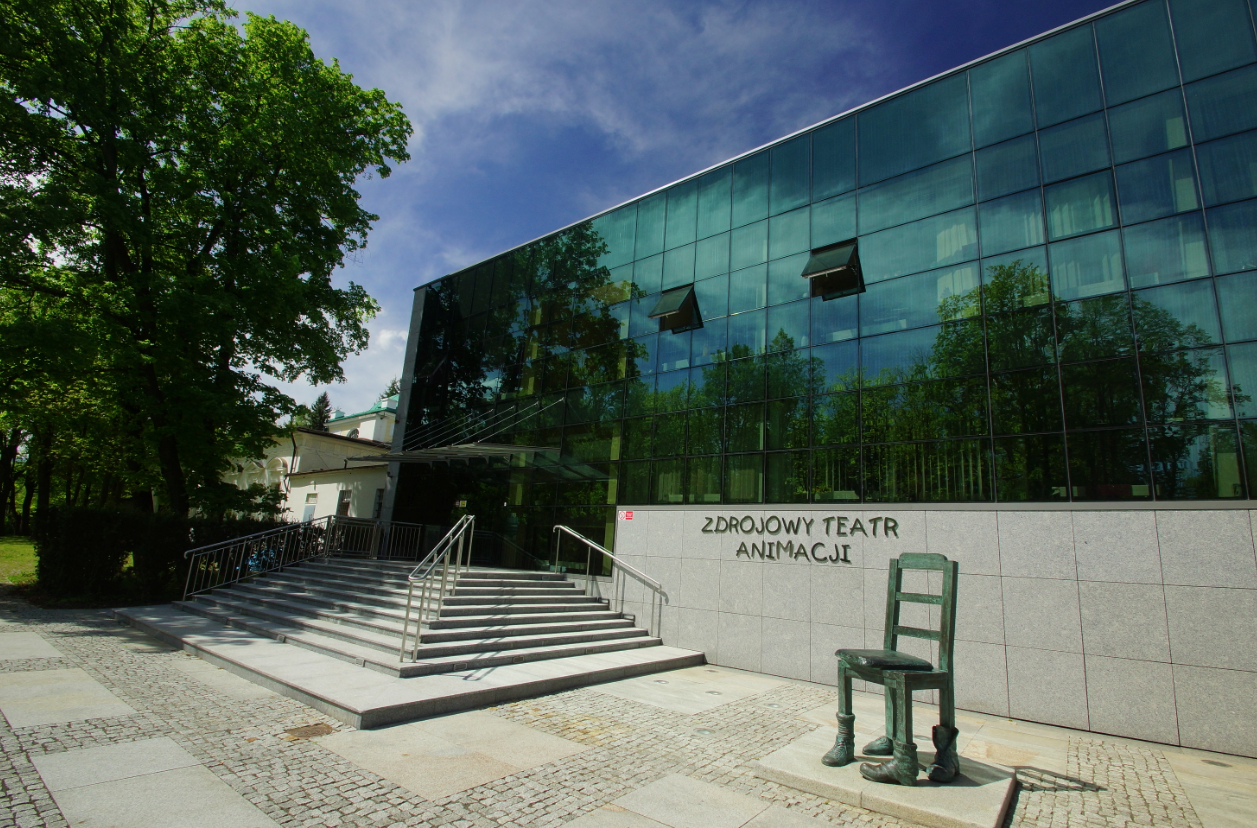
Teatrul de animație Zdrojowy - intrarea din spate

## Educație
Orașul este centrul educațional al județului Jelenia Góra și chiar și pentru alte regiuni. Alături de numeroase școli primare și secundare, există trei instituții de învățământ superior în Jelenia Góra:
- Karkonoska Państwowa Szkoła Wyższa (Școala de Stat de Învățământ Superior Karkonosze), [32]
- Academia de Studii Economice din Wrocław  (facultate în Jelenia Góra), [33]
- Universitatea de Știință și Tehnologie din Wrocław (facultate în Jelenia Góra). [34]

## Repere

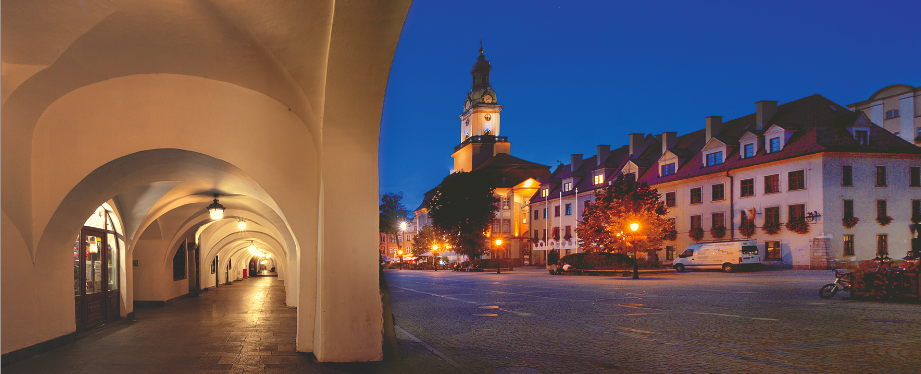
O vedere a arcadelor istorice cu Primăria Jelenia Góra și „Șapte Case” în depărtare

Poarta și turnul Wojanowska au făcut parte din complexul medieval de apărare care a protejat drumul către Wojanów. Temnițele au servit drept închisoare. În 1480, din cauza vântului puternic turnul s-a prăbușit îngropând peste cinci persoane. Rapid a fost reconstruit și s-a adăugat ceasul și cupola cu un felinar, astfel a supraviețuit până în prezent. Mai multe steaguri au fost așezate pe stâlpi: cel prusac, silezian, urban și stema orașului. În 1869, poarta a fost demontată și mutată în cazarma de pe strada Obrońców Pokoju. După renovarea din 1998, s-a întors la locul său de odinioară. În interiorul bastionului medieval se află Capela Sf. Ana, la poarta Wojanowska. Deasupra intrării în capelă se află o inscripție: „HonorI Magnae ChrIstI aVlae DIVae Annae ereCta” (Construită pentru gloria străbunicii lui Hristos, Sf. Ana) cu o dată ascunsă din 1715.
Bazilica Sf. Erasmus și Sf. Pancras este construită în secolul al XIV-lea și are o capela dedicată Patronilor orașului Jelenia Gora; cu toate acestea, forma actuală este din secolul următor (al XV-lea). Biserica a fost construită din piatră sub forma unei bazilici cu trei nave, acoperită cu un turn. Chiar și astăzi, se pot admira numeroase detalii gotice din piatră, cel mai bine conservate în portaluri și ramele de la ferestre. Două capele sepulcrale (din secolele XVII și XVIII) au fost construite în zidurile bisericii peste două epitafuri și pietre funerare din secolele al XVI-lea și al XVIII-lea au fost așezate în cele două capele. Intrarea principală în capelă se află la vest, la parter. Interiorul este tot gotic, dar accesoriile sunt din Renaștere și Baroc. Altarul incredibil de bogat și monumental din secolul al XVIII-lea domină interiorul. Templul găzduiește, de asemenea, orgi neprețuite din aceeași perioadă realizate în atelierul unui constructor de orgi italian - Adam Casparini. Amvonul este din secolul al XVI-lea. Există, de asemenea, două figuri din secolul al XVIII-lea pe terenul bisericii - Coloana Mariei este aproape de intrarea principală, iar în partea de nord, există o sculptură a Sfântului Ioan Nepomuc. A fost amplasată pe un pod peste râul Młynowka; cu toate acestea, după ce a fost deteriorată și apoi reconstruită în secolul al XIX-lea, a fost mutată la locul său actual.

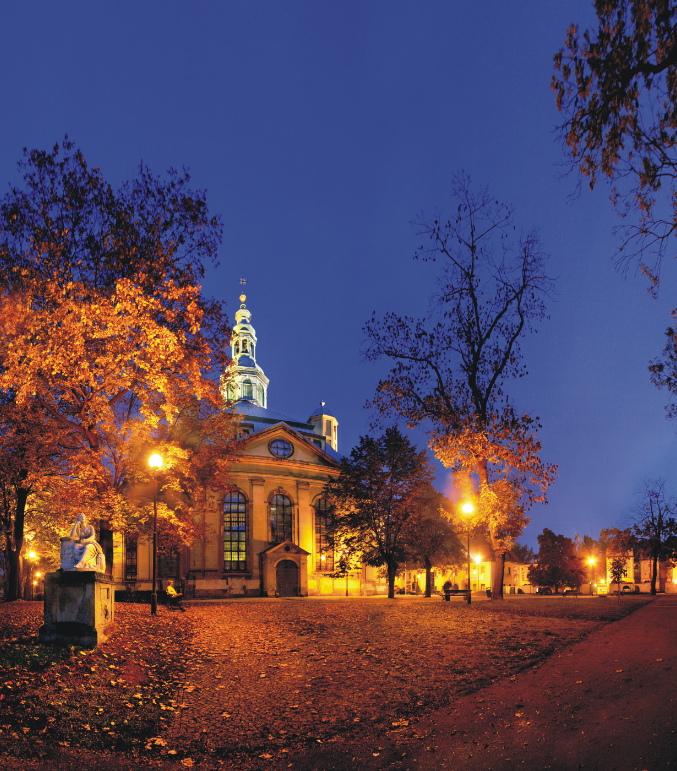
Biserica Înălțarea Sfintei Cruci

Biserica Înălțarea Sfintei Cruci a fost ridicată ca o dovadă a harului împăratului catolic al Austriei pentru evanghelicii din Silezia. În conformitate cu acordul încheiat la Altranstadt după un război religios, li s-a acordat dreptul de a construi șase biserici în Silezia, care la acea vreme se afla sub stăpânirea austriacă. Proiectarea templului a fost pregătită de arhitectul Martin Frantz din Tallinn. Lucrările de construcție au durat nouă ani (1709–1718), iar biserica nou construită a fost foarte asemănătoare cu prototipul său - Biserica Sf. Ecaterina din Stockholm (opera aceluiași proiectant). Structura a fost ridicată după planul unei cruci și acoperită cu o cupolă. Interiorul a fost echipat cu un triforiu cu trei etaje, care poate găzdui mai mult de două mii de membri ai congregației. Balustradele au fost împodobite cu citate și picturi cu scene din Vechiul și Noul Testament. Altarul împreună cu fața de orgă așezată deasupra acestuia alcătuiesc o formă arhitecturală extinsă, frumos împodobită.
Primăria este punctul central al pieței. Clădirea a fost ridicată între 1744 și 1749. Întreaga piață este înconjurată de case de locuințe baroce cu arcade, care inițial serveau negustorilor pentru a-și vinde bunurile. La începutul secolului al XX-lea, casele de locuințe de lângă Primărie au fost cumpărate și alăturate primăriei (așa-numitele „Șapte Case”). Chiar lângă primărie se află o fântână cu o sculptură a lui Neptun - zeul mărilor. Sculptura este pentru a comemora vechile relații comerciale cu țările de peste mări.

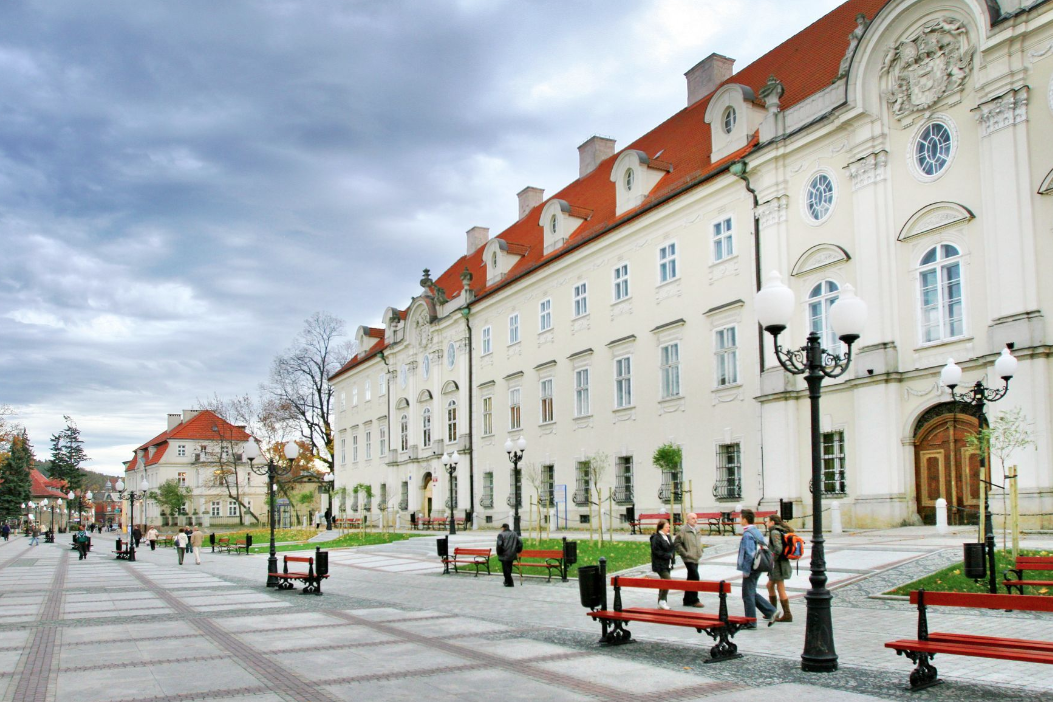
Palatul Schaffgotsch - Cieplice

Familia Schaffgotsch care a stăpânit vaste pământuri din jurul Karkonosze s-a stabilit la Cieplice în 1675. Locul lor anterior a fost Castelul Chojnik, ars din cauza unui trăsnet. Cel mai mare ornament al Palatului Schaffgotsch îl reprezintă cele două porticuri semicirculare finisate bogat ornamentate. Interiorul se mândrește cu amenajări clasiciste timpurii. Palatul găzduiește în prezent o filială a Universității de Tehnologie din Wrocław.
Tramvaiele din Jelenia Góra ai transportat călători în anii 1897–1969. Astăzi nu a mai rămas decât foarte puțin din această infrastructură - fragmente ale liniei de tramvai și o placă pot fi găsite lângă primărie. Unul dintre vagoanele de tramvai vechi se găsește la intrarea de nord a primăriei și servește ca un chioșc de suveniruri (celelalte două tramvaie sunt amplasate în fața depozitului de tramvaie, în strada Wolności și la terminalul de autobuz din Podgórzyn).

## Districtele din Jelenia Góra

### Cieplice Śląskie-Zdrój

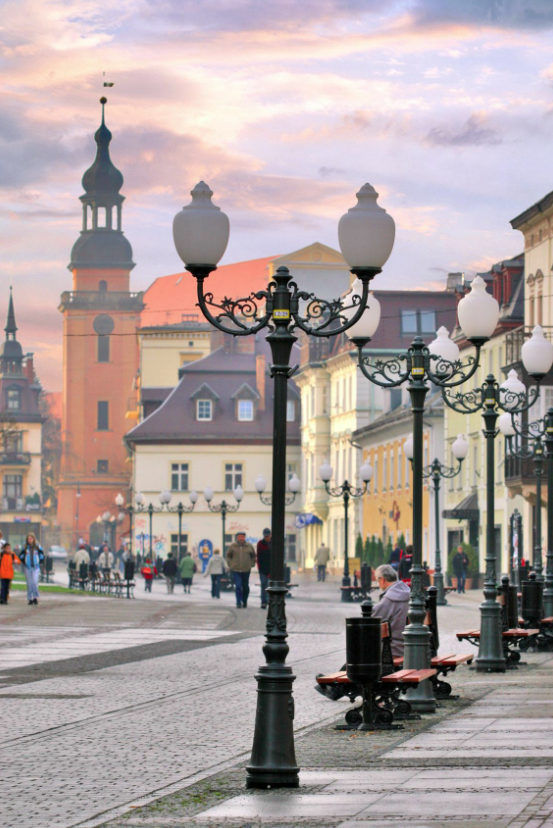
Promenada Cieplice

Este cunoscut din secolul al XIII-lea datorită izvoarelor calde și curative care i-au dat numele. Datorită vechilor proprietari ai acestor meleaguri, familia Schaffgotsch, la începutul secolelor al XVIII-lea și al XIX-lea, faima sa s-a extins cu mult dincolo de Silezia și a reușit să atragă foarte mulți pacienți, inclusiv multe persoane eminente. Analiza modernă arată că eficiența terapeutică a apei se datorează compușilor de sulf, siliciu și fluor, împreună cu temperatura ridicată care atinge 90 de grade Celsius. Ședințele terapeutice se bazau în principal pe băi, astăzi se efectuează o gamă largă de tratamente bazate pe hidroterapie, terapie prin inhalare, precum și fizioterapie, fototerapie și electroterapie.

#### Parcurile Zdrojowy și Norvegian
Aceste două parcuri sunt situate aproape de strada pietonală principală din Cieplice. Bulevardul principal al parcului Zdrojowy a fost creat din 1796, cu toate acestea, întregul parc a fost creat în prima jumătate a secolului al XIX-lea când familia Schaffgotsch a reconstruit o parte din grădină într-o grădină englezească și o parte din ea  au pus-o la dispoziția locuitorilor din Cieplice și a pacienților.
La începutul secolului al XX-lea, proprietarul fabricii de hârtie, Eugen Fülner a făcut mai multe investiții în stațiunea balneară. O investiție a fost crearea unui parc pitoresc, denumit Parcul Norvegian. Parcul Norvegian își datorează numele unei clădiri din lemn ridicate în 1909, a cărei finisare seamănă cu bărcile vikingilor.
Galeria și Teatrul de animație Zdrojowy au fost construite în anii 1797–1800 și proiectate de arhitectul Carl Gottlieb Geissler din Wroclaw. În interior se află încă un restaurant funcțional, un salon de fumat, o sală de lectură și o sală mare de concerte. Teatrul a fost construit între 1833 și 1836, poate găzdui până la 270 de spectatori. Fondat de familia Schaffgotsch, a fost construit în stil neoclasic. În prezent, scena aparține Teatrului de animație Zdrojowy din Parcul Zdrojowy.

### Sobieszów
Sobieszów este situat de-a lungul pârâului Wrzosówka și în apropiere se află castelul Chojnik. Din secolul al XIV-lea până în 1945, satul a aparținut familiei Schaffgotsch și purta un nume german, Hermsdorf unterm Kynast. Gestionarea parcului național Karkonosze se face din Sobieszów. Există condiții favorabile pentru a se începe de aici drumeții în Munții Karkonosze.

### Castelul Chojnik

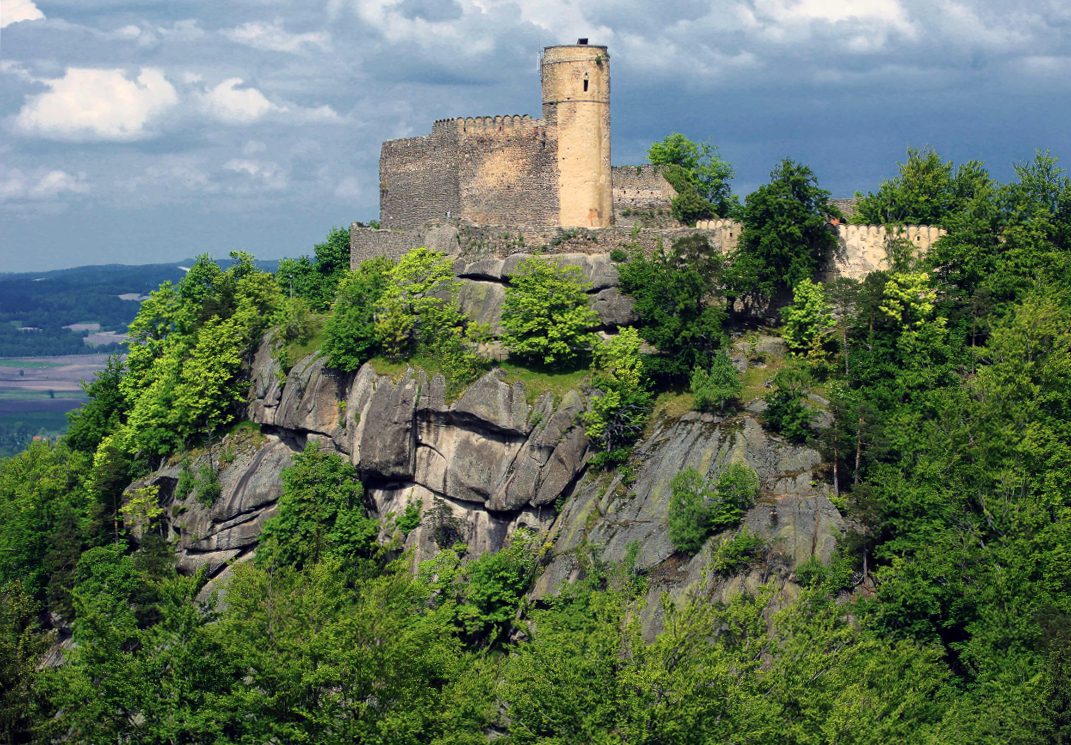
Castelul Chojnik

Castelul Chojnik (germană Kynast, poloneză Chojnasty 1945–1948) este un castel situat lângă Jelenia Góra - Sobieszów pe vârful muntelui Chojnik din Munții Karkonosze. Acest munte se află la o înălțime de 627 metri deasupra nivelului mării și în partea de sud-est se află o stâncă de 45 de metri care se aruncă în așa-numita Vale a Iadului. Fortul este situat într-o rezervație naturală, care este exclava Parcului Național Munții Karkonosze.
În ruinele pitorești din Chojnik are loc anual un turnir de cavalerie. Turneul este însoțit de spectacole de obiceiuri, dansuri, meșteșuguri și de război din perioada medievală.

### Jagniątków
Jagniątków (până în 1945 Agnetendorf în germană; Agnieszków 1945–1946) este un district din Jelenia Góra (din 1998) De aici încep multe trasee în munți, atât pietoni, cât și bicicliști. Este cel mai înalt cartier din Jelenia Gora cu care este conectat de linia de autobuz 15 (și linia 9 de noapte).

#### Biserica Milostivirii Divine din Jagniątków

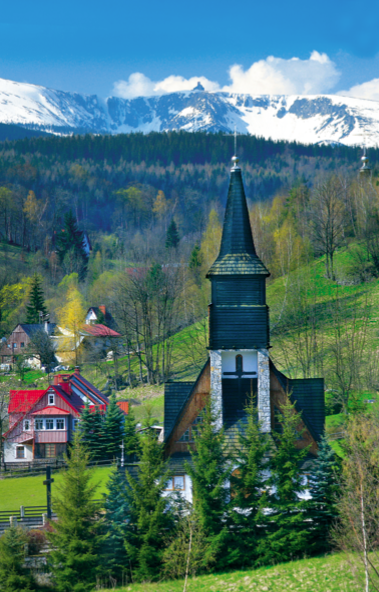
Biserica Milostivirii Divine din Jagniątków

Biserica a fost ridicată în perioada 1980–1986. Forma sa a fost inspirată de arhitectura din Podhale. Datorită acestei forme, biserica se înscrie perfect în peisajul montan.

#### Ghețarul negru Jagniątkowski
Ghețarul negru Jagniątkowski este un ghețar din Sudeții Apuseni, aflat în Munții Karkonosze. Acesta este situat în sud-vestul Poloniei, în Parcul Național Karkonosze, la nord de Pasul Negru, pe versantul nord-estic al vârfului Śmielca și pe versantul nord-vestic al Pietrelor Cehe.

## Sport

### Aviație
Datorită factorilor naturali, Valea Jelenia Góra se mândrește cu condiții excepțional de bune pentru zborul cu planoare. În consecință, aeroportul Jelenia Góra și clubul local de zbor se bucură de multă popularitate în rândul pasionaților de zbor din Polonia și din străinătate.

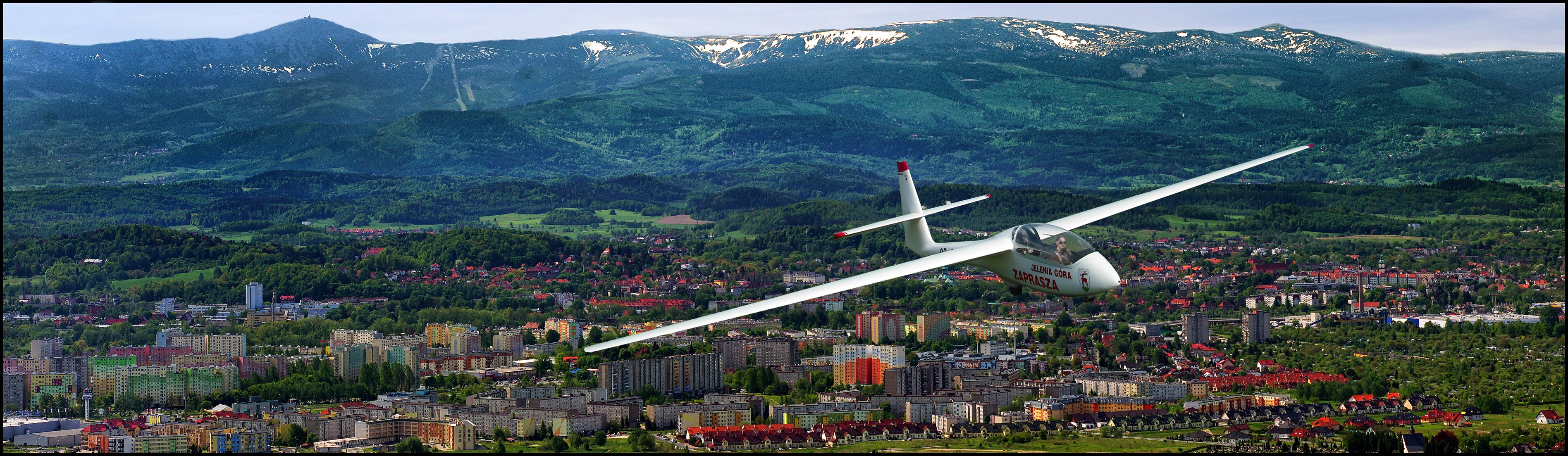
Planor deasupra orașului Jelenia Góra

### Ciclism
Jelenia Góra oferă numeroase și variate trasee de ciclism precum „traseul văii Bóbr” (ER-6) sau șoseaua de centură pentru ciclism din Jelenia Góra, traseul de ciclism Jelenia Góra- Łomnica. Orașul organizează câteva evenimente de ciclism:
- Trofeul Jelenia Góra - cursa MTB Maja Włoszczowska  - o întrecere de ciclism care implică cei mai importanți concurenți ai amatorilor din lumea MTB.
- Bike Parade - un eveniment de divertisment care propagă ciclismul, un stil de viață sănătos și petrecerea timpului liber activ afară în aer liber.
- Dirt Town - cascadorii de biciclete în piața Primăriei și un concurs de ciclism pe un traseu cu obstacole special pregătit.
- În anii 1952–1956, 1979, 1986 și 1999–2007, orașul a fost pe traseul Tour de Pologne  (Wyścig Dookoła Polski, Turul Poloniei), iar în 2012 acest eveniment a revenit la Jelenia Gora.

FISU a ales Jelenia Góra pentru a găzdui Campionatul Mondial de ciclism universitar din 2014.

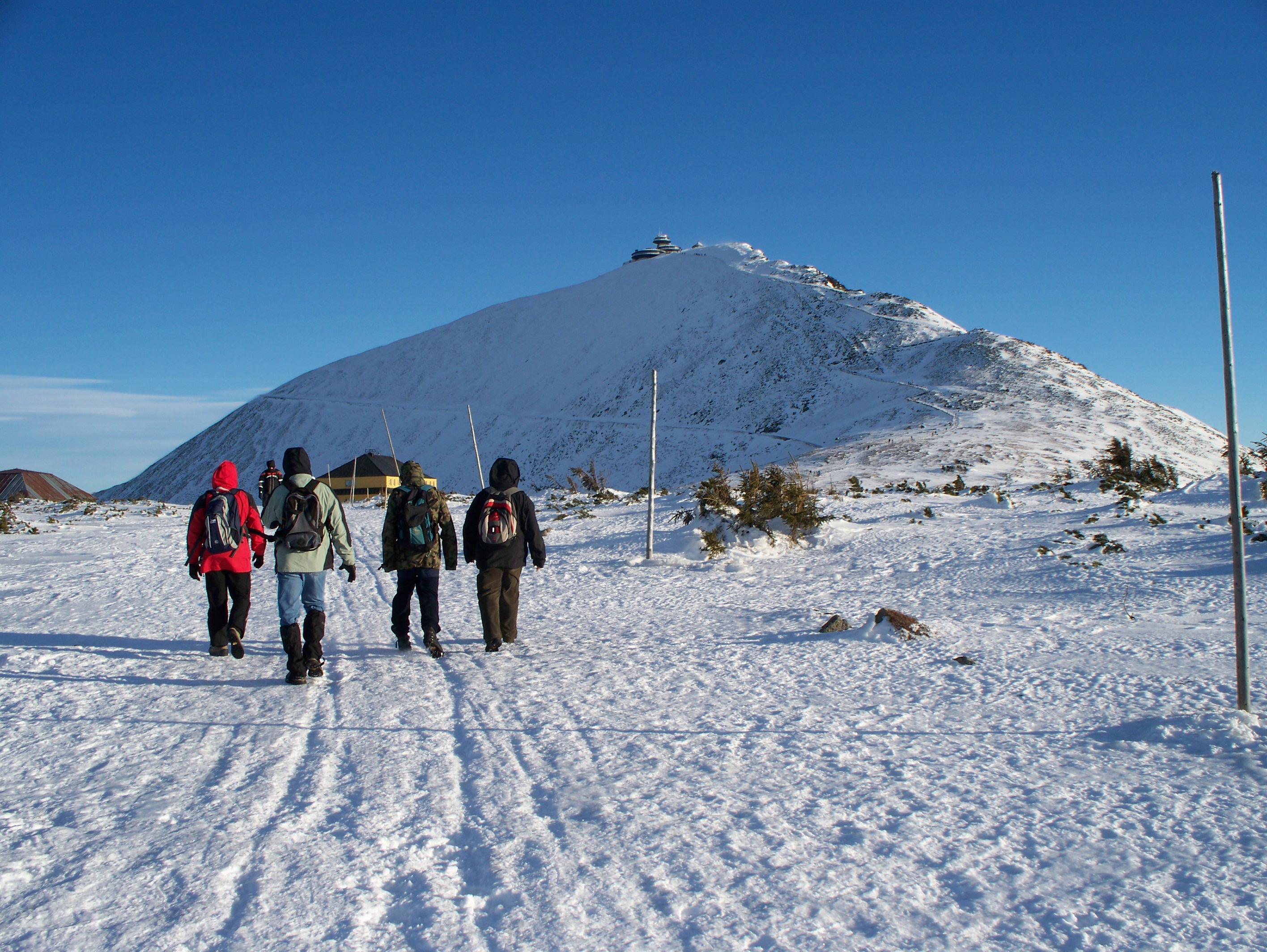
Śnieżka iarna

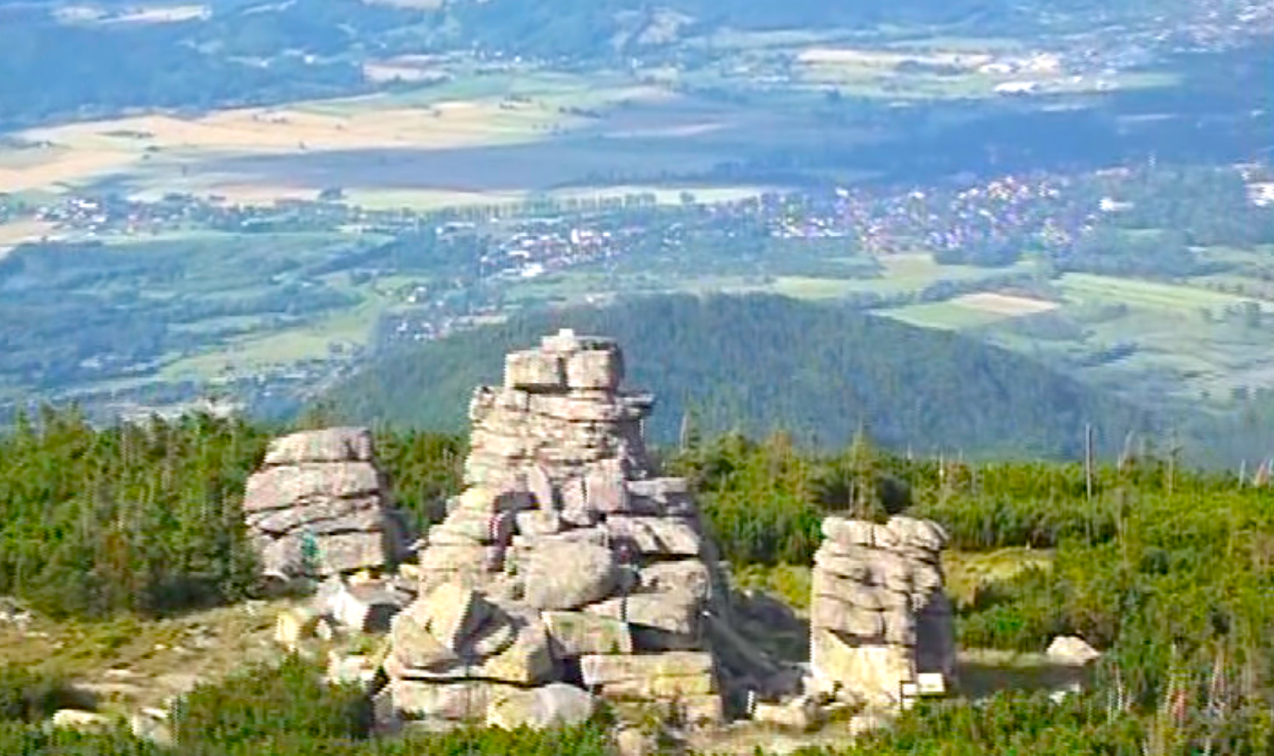
Pietrele Cehe

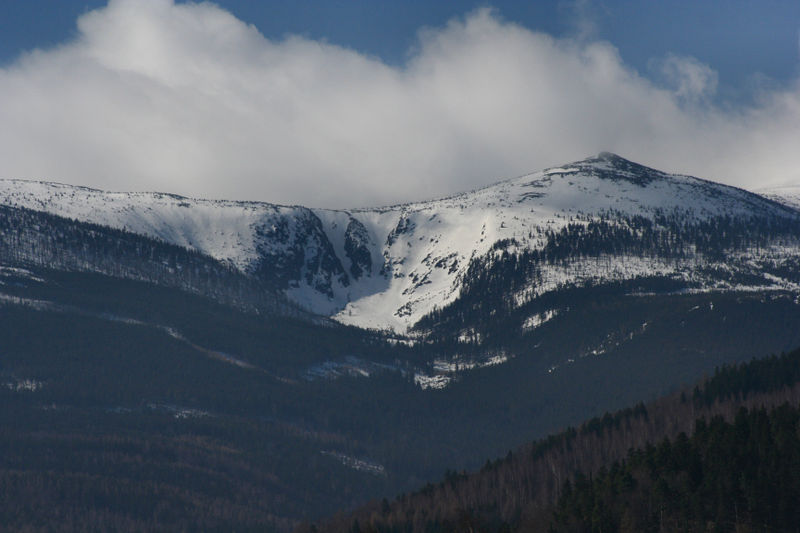
Ghețarul negru din Munții Karkonosze

### Cluburi sportive
- Vitaral Jelfa Jelenia Góra - echipă de handbal feminin care joacă în Liga poloneză de handbal feminin Ekstraklasa: locul 3 în sezonul 2003/2004.
- KPR Jelenia Góra - Echipa de handbal feminin care joacă în Liga poloneză de handbal feminin Ekstraklasa și în prima ligă poloneză
- Karkonosze Jelenia Gora - club polonez de fotbal cu sediul în Jelenia Góra. În sezonul 2013/2014 a activat în divizia a patra.

### Caiace
Orașul Jelenia Góra poate fi admirat de pe caiace, de pe râul Bóbr.

### Drumeții
Munții maiestuoși care înconjoară orașul oferă numeroase trasee grozave pentru vizitatori, inclusiv un traseu către cel mai înalt vârf al munților Karkonosze - Sněžka aflat la 1602 metri deasupra mării. În timpul expedițiilor montane, vizitatorii pot rămâne peste noapte în adăposturi montane precum „Strzecha Akademicka”, „Samotnia”, „Odrodzenie” sau „Dom Śląski”.

## Orașe înfrățite
Jelenia Góra este înfrățit cu:
- Bautzen, Germania
- Boxberg, Germania
- Cervia, Italia
- Changzhou, China
- Erftstadt, Germania
- Jablonec nad Nisou, Republica Cehă
- Randers, Danemarca
- Sievierodonețk, Ucraina
- Tequila, Mexic
- Tyler, Statele Unite ale Americii
- Valkeakoski, Finlanda
- Vladimir, Rusia

## Oameni notabili
- Babette von Bülow (1850–1927), scriitoare germană de povestiri, comedii și farse.
- Ruth Bré (1862–1911), scriitoare, avocată pentru drepturile femeii
- Philipp Gotthard von Schaffgotsch, născut și îngropat aici.
- Christian Jakob Salice-Contessa (1767–1825), negustor, om politic și scriitor
- Karl Joel (1864–1934), filosof
- Felix Funke (1865–1932), amiral
- Wilhelm Iwan (1871–1958), autor, istoric și teolog
- Georg Heym (1887–1912), scriitor expresionist timpuriu
- Carl Püchler (1894–1949), general Wehrmacht
- Hanna Reitsch (1912–1979), aviatoare germană și pilot de testare
- Omenaa Mensah (născută în 1979) prezentatoare TV
- Sylwia Bogacka (născută în 1981), olimpică, medaliată cu argint la Londra la proba de tras cu pușca